# Štalenska gora
Štalenska gora (narečno Štalena hora, nemško Magdalensberg () je koroška občina poimenovana po istoimenskem gorskem osamelcu med Krko in Glino na avstrijskem Koroškem jugovzhodno od Šentvida ob Glini in severvzhodno od Celovca s tudi danes obstoječim istoimenskim razloženim naseljem na južnem pobočju gore.

## Gora
Štalenska gora (), narečno slovensko tudi Štalena hora, je 1059 mnm visoka gora z arheološkim najdiščem nad Gosposvetskim in nad Celovškim poljem v Avstriji.
Štalenska gora, ki ima strma pobočja, se dviguje nad vzhodnim obrobjem Gosposvetskega polja  ter nad Celovškim poljem. Na mestu arheoloških izkopavanj naselja Noreja pod vrhom gore na višini okoli 900 mnm se nahaja muzej na prostem.

## Vasi in zaselki v občini
Občina je sestavljena iz 13 katastrskih občin: Svinča vas (Zinsdorf), Rogarja vas (Reigersdorf), Otmanje (Ottmanach), Bučinja vas (Wutschein), Mizla vas (Gammersdorf), Šurijan (Schurianhof), Timenica (Timenitz), Bela (Vellach), Frajnberk (Freudenberg), Partovca (Portendorf), Čilberk (Zeiselberg), Vasja vas (Lassendorf), Šenttomaž (St. Thomas) in iz 40 vasi in zaselkov s slovenskimi imeni (v oklepaju število prebivalcev, stanje leta 2001):
| - Bela (Vellach) (13) - Bezovje (Hollern) (21) - Borovje (Farchern) (41) - Breza (Pirk) (22) - Bučinja vas (Wutschein) (231) - Čilberk (Zeiselberg) (81) - Domačnja vas (Matzendorf) (v narečju tudi Mačja vas/ves ()) (51) - Dominča vas (Deinsdorf) (138) - Frajnberk (Freudenberg) (107) - Goričica (Kreuzbichl) (12) - Gorje (Göriach) (58) - Gundrska vas (Gundersdorf) (50) | - Krištofova Gora, narečno tudi Krištof (Christofberg) (2) - Ličje(Leibnitz) (24) - Loče (Latschach) (44) - Male Goriče (Kleingörtschach) (5) - Mizla vas (Gammersdorf) (30) - Niča vas (Eixendorf) (136) - Suho polje (Dürnfeld) (11) - Otmanje (Ottmanach) () (168) - Ovčjak (Eibelhof) (2) - Ovše (Gottesbichl) (54) - Partovca (Portendorf) () (13) - Rogarja vas (Reigersdorf) () (narečno: ) (68) - Smolje (Kronabeth) (36) - Srepiče(Stuttern) (13) - Svinča vas (Zinsdorf) (22) | - Šentlovrenc (Sankt Lorenzen) (36) - Šenttomaž (Sankt Thomas) (176) - Škofji Dvor (Pischeldorf) (288) - Šmartin (Sankt Martin) (4) - Štalenska Gora (Magdalensberg) (92) - Timenica (Timenitz) (256) - Trebeša vas (Treffelsdorf) (98) - Vasja vas (Lassendorf) (330) - Virnja vas (Geiersdorf) (39) - Zapuže (Haag) (152) - Zgornje Goriče (Großgörtschach) (44) - Žilje (Schöpfendorf) (18) - Žilje (Sillebrücke) (48) |

## Zgodovina
Na južnem in zahodnem pobočju je bilo v času keltske kraljevine Norik mestno naselje Noreja, ki je ležalo na višini okoli 900 mnm in je obstajalo od okoli 2. stoletja pr. n. št. do mirne vojaške zasedbe Rimljanov okoli leta 15 pr. n. št.
Noreja je bila trgovsko in verjetno tudi sakralno, morda pa tudi upravno središče rimskemu imperiju prijatelskega Noriškega kraljestva s svetiščem in naselbino. V njej so bili naseljeni tudi rimski trgovci. Pravi razcvet je naseblina doživela sredi 1. stoletja pr. n. št. Tedaj se je močno povečalo priseljevanje italskih trgovcev in uvoz italskih predmetov. Zgrajen pa je bil tudi javni trg (forum) z baziliko.
V času cesarja Klavdija, ki je Norik uredil kot rimsko provinco, so se prebivalci  Štalenske gore okoli leta 45 n. št. preselili v Virun.
Na vrhu Štalenske gore je bil utrjen tempelj Marsa Latobiusa. Danes na tem mestu stoji gotska cerkev sv. Marije Magdalene in sv. Helene  po kateri se gora tudi imenuje.
V zgodnji karantanski dobi so tudi Karantanci uporabljali vrh Štalenske gore kot versko središče nad Gosposvetskim poljem, kot to dokazuje kip Triglava iz 8./9. stoletja, ki je nekoč stal pred cerkvijo in ki ga je premestil znameniti župnik in slovenski narodopisec Pavle Zablatnik v notranjost cerkve. Iz te dobe izvirajo številne koseževine v okolici, ki so ohranjale svoje posebne pravice vse tja do leta 1500, ko je neki kosez iz šentlovrenške skupnosti moral opraviti še neko koseško dolžnost. Ko je torej Primož Trubar leta 1550 pisal Katehizem in 1567 Cerkveno ordningo je na Koroškem naletel na vsaj v spominu še živo državno-pravno tradicijo oz. kontinuiteto. Iz tega časa se je v domačem slovenskem narečju ohranil znameniti pozdrav Bernarda Spanheimskega, ki je bil v 13. stoletju zapisan "Buge Vas primi gralva Venus". Danes je še ohranjen v domačem narečju v naslednji obliki "Bog Vas/te primi". Čez območje občine je tudi potekal spored ustoličevanja iz bljižne Blažnje vasi tja to Krnskega gradu. Partovčani pa so imeli ob ustoličevanju karantanskih knezov tri dni prostega ropa.
Konec 19. stoletja se intenzivira narodnostni boj. Kot odgovor temu npr. najdemo podobo svetega Cirila in Metoda na vhodu v cerkev v Šentmartinu pod Frajnberkom (medtem ko je tamkajšna gospoda dala zapisati napise v nemščini). Cerkev je poslikal v neorafaelitskem slogu furlanski slikar Jakob Brollo. V Šentlovrencu je Jakob Brollo poslikal cerkev po želji domačinov. Napisi so tu v slovenščini (pod fresko v apsidi piše: Za tri dni zamenoj pridi). Napis nad vhodom na pokopališče se je glasil "Bog jim daj sveti mir in pokoj". Med vojno je bil prepleskan, kasneje sta vreme in dež odstranila belo barvo tako da je stari napis dolga leta spet krasil vhod, toda uničen je bil v 1980ih letih.
Začetek 20. stoletja sta bili ustanovljeni slovensko prosvetno društvo Edinost Št. Tomaž ter Hranilnica in posojilnica Št. Tomaž, ki sta bistveno prispevali k razcvetu kulturne, gospodarske in narodnostne dejavnosti v sami občini Šenttomaž kakor tudi daleč naokoli, zlasti v celotni današnji občini  Štalenska Gora, kakor tudi v Gospe Sveti, v Pokrčah in v Grabštanju, v Šentjakobu ob Cesti (danes del Celovca, od koder so prihajali  člani društva. Še za časa nemške okupacije so se prisilni delavci dobro naučili slovenščino. 14. aprila 1942 so Nemci deportirali v taborišče dve najvidnejši domači družini. Ta čas je Matjaž Kmecl literarno obdelal v igri pod naslovom Ta hiše je moja a vendar moja ni.

## Arheologija
Pri arheoloških izkopavanjih od leta 1948 dalje, ki so potekala na področju velikem 3,5 km² so bile odkrite zanimive stavbe naselja Noreja. Zgradbe so bile grajene po rimskem zgledu in so obsegale nastavitvene hiše, delavnice, trgovine in javna kopališča... Najdeni napisi v latinščini pričajo o obširni trgovini z Italijo, ki je bila pomembna predvsem za tu pridobljeno železo.

## Cerkvena ureditev
Vse tri župnije politične občine Štalenska gora (Šenttomaž, Otmanje, Timenica) pripadajo dvojezični dekaniji Tinje, ki je bila do leta 1938 slovenska (razen Otmanj, ki so bile dvojezične, nemško-slovenske) ter je sedaj uradno dvojezična, medtem ko sedaj vse tri župnije v občini uradno le še nemške. 

## Slovensko narečje
Občina Štalenska Gora v celoti pripada poljanskemu govoru oz. poljanščini Celovškega Polja (oz. Celovške ravnine), ki je prehodno podnarečje oz. govor med rožanščino (kateri se prišteva) in podjunščino (glej Slovenska narečja). Kot posebna različica rožanščine je bila že identificirana s strani Janeza Scheinigga in potrjena v mednarodno priznani dijalektološki disertacij dr. Katje Sturm-Schnabl. Scheinigg v svojem delu "Die Assimilation..." razdeli rožanščino v tri enote in sicer spodnji Rož, zgornji Rož in Celovška ravnina: "...Die dritte Unter-Mundart herrscht in der Ebene um Klagenfurt (kl.), sie hat mit der ersten die Aussprache des e und o gemein, unterscheidet sich aber von den beiden vorhergehenden durch die häufige Zurückziehung des accentes, wo ihn jene auf den Endsilben haben; dies gilt namentlich vom Neutrum der Substantive und Adjktive, z.B. ...".

## Literarna podoba občine
Bojan-Ilija Schnabl: Domače idile s Štalenske Gore in s Celovškega polja ter domačih ljudi riše v svojih pesmih in pravljicah štalenski avtor Bojan-Ilija Schnabl. Prva izvirno petjezična zbirka je izšla leta 2007 pod dvojezičnim francosko-slovenskim naslovom  "Voyages d’amour – Potovanja ljubezni". Poleg podeželskih idil, francoskega art de vivre in pesmih o umetnikih ter o umetninah vsebuje zbirka tudi vrsto protivojnih pesmi, ki so nastale pod vtisom delovanja v Bosni in Hercegovini. 
Novejše pesmi o Celovškem polju so tudi izšle v cerkvenem listu Nedelja - ter druge v francoskem listu na Dunaju"Le Monde des Anciens", kjer avtor zopet mdr. tematizira vprašanje (literarne) identitete. 
V Baladi o veseli dvojezičnosti prikaže avtor na igriv pesniški način, kako se otroka v koroškem okolju enostavno lahko uči več jezikov (avtor sam je zrasel štirijezično). Tako povezuje francosko pojmovanje literature po Baudelairu s koroško slovensko stavrnostjo.
- Bojan-Ilija Schnabl: Božja pot do Gospe Svete in nazaj, ali Večno mlade lipe. Koroški koledar Mohorjeve družbe 2012, Celovec 2011, str. 112-116. Pripoved je parabola ljubezni do domačega kraja.
- Bojan-Ilija Schnabl: Tamnah, Na Tamnah – Temna gora: Zgodovinska črtica o imenu hriba nad Celovškim poljem. V: Koledar Mohorjeve družbe 2013. Celovec 2012, str. 134-137.
- Bojan-Ilija Schnabl : Bosanski muci (Koroška pravljica o bosanskemu muciju). V: Rastje 7, Revija za literaturo, ustvarjalnost in družbena vprašanja. Celovec, založba Drava  2013, 212–216. ISBN 978-3-85435-731-5.
- Bojan-Ilija Schnabl: Celovška ravnina [idr.]. V: Rastje 7, Revija za literaturo, ustvarjalnost in družbena vprašanja. Celovec, založba Drava  2013, 93–97. ISBN 978-3-85435-731-5.
- Bojan-Ilija Schnabl: Magnolija in tulipani, Pripovedi in resnične pavljice s Celovškega polja. Celovec, založba Drava 2014, ISBN 978-3-85435-740-7.[19]  [20] Posebno priznanje predstavlja predstavitev knjige v domačem uradnem listu tržne občine Štalenska gora[21], ki redno izhaja v nemščini (Amtliches Mitteilungsblatt der Marktgemeinde Magdalensberg), kar potrjuje prispevek k medkulturnem dialogu same knjige Magnolija in tulipani.[22]
- Bojan-Ilija Schnabl: O osamljeni ribici na poti svetega Frančiška, ki je le srečno usodo doživela. V: Rastje 8, Revija za literaturo, ustvarjalnost in družbena vprašanja. Celovec: Društvo slovenskih pisaeljev v Avstriji, založba Drava, 2014, str. 136 - 140, ISBN 978-3-85435-749-0.
- Bojan-Ilija Schnabl: Troje poletnih pravljic v eni. V: Rastje 9, Revija za literaturo, ustvarjalnost in družbena vprašanja. uredil Tomaž Ogris idr. Celovec: Društvo slovenskih pisateljev v Avstriji, založba Drava, 2015, str. 145 - 152, ISBN 978-3-85435-769-8.
- SCHNABL, Bojan-Ilija (avtor, fotograf). Poljanski camino : dvanajst razodetij s Celovškega polja. 1. izd. Celovec: Mohorjeva, 2018. 128 str., ilustr. ISBN 978-3-7086-1021-4. [COBISS.SI-ID 297154048]

## Osebnosti
- Boštjan Kordaš, slovenski veterinar, roj. 20. september 1899, Škofji Dvor, avstrijska Koroška, † 6. januar 1990, Kamnik.
- Marjan Sturm, roj. 1951 -, predsednik Zveze slovenskih organizacij na Koroškem
- Katja Sturm-Schnabl, roj. 1936 -, literarna in kulturna zgodovinarka. Dne 30. septembra 2015 je prejela Zlato odlikovanje Republike Avstrije  iz rok ministra v uradu predsednika vlade dr. Josefa Ostermayerja za svoja prizadevanja kot priča časa.[23]
- Jožef Pogačnik, slovenski duhovnik deloval v slovenskih župnijah na Celovškem polju ob vznožju Štalenske gore, roj. 4. marca 1844, Žirovnica, Gorenjska, † 5. marca 1902, Šentvid ob Glini.

## Galerija slik
- Glavna ladja in prezbiterij Štalenske cerkve
- arheološko najdišče na Štalenski gori
- Pogled z vzhoda na tempelj in na pretorij
- Pogled s Štalenske gore čež južno polovico Celovške kotline na Zahodne Karavanke in Julijske Alpe